# Eurydice naylori
Eurydice naylori is een pissebed uit de familie Cirolanidae. De wetenschappelijke naam van de soort is voor het eerst geldig gepubliceerd in 1997 door Jones & Pierpoint.